# آتسوشی یونیاما
آتسوشی یونیاما (به انگلیسی: Atsushi Yoneyama) بازیکن فوتبال اهل ژاپن و عضو تیم ملی فوتبال ژاپن است که در تاریخ ۱۶ فوریه ۲۰۰۰ میلادی اولین بازی ملی‌اش را انجام داد. او در ۱ بازی ملی حضور داشت و آخرین بازی ملی خود را در تاریخ ۱۶ فوریه ۲۰۰۰ میلادی انجام داد. آتسوشی یونیاما در بازی‌های ملی‌اش
گلی به ثمر نرساند.